# División de Honor Andaluza 2025-26
La temporada 2025-26 de la División de Honor Andaluza de fútbol corresponde a la décima edición de este campeonato que ocupa el sexto nivel en el sistema de ligas de fútbol de España en Andalucía. Comenzará el 14 de septiembre de 2025 y finalizará el 26 de abril de 2026.

## Sistema de competición
La liga consta de 32 clubes distribuidos por proximidad geográfica en dos grupos de 16 equipos, en el grupo 1 se incluyen los equipos de las provincias de Cádiz, Córdoba, Huelva y Sevilla; mientras que en el grupo 2 se incluyen los equipos de las provincias de Almería, Granada, Jaén y Málaga. Los tres primeros clasificados de cada grupo ascienden directamente a Tercera Federación.
Los cuatro últimos clasificados de cada grupo descienden directamente a Primera Andaluza.
Los clasificados entre el cuarto y el séptimo lugar se clasifican a la Copa Andalucía.

## Clasificaciones

### Grupo I
| Pos. | Equipo                       | Pts. | PJ | G | E | P | GF | GC | Dif. |                              |
| ---- | ---------------------------- | ---- | -- | - | - | - | -- | -- | ---- | ---------------------------- |
| 1    | Atlético Espeleño            | 0    | 0  | 0 | 0 | 0 | 0  | 0  | 0    | Ascenso a Tercera Federación |
| 2    | Atlético Palma del Río C. F. | 0    | 0  | 0 | 0 | 0 | 0  | 0  | 0    | Ascenso a Tercera Federación |
| 3    | Real Betis "C"               | 0    | 0  | 0 | 0 | 0 | 0  | 0  | 0    | Ascenso a Tercera Federación |
| 4    | C. D. Cabecense              | 0    | 0  | 0 | 0 | 0 | 0  | 0  | 0    | Copa Andalucía               |
| 5    | Cádiz C. F. "C"              | 0    | 0  | 0 | 0 | 0 | 0  | 0  | 0    | Copa Andalucía               |
| 6    | A. D. Cartaya                | 0    | 0  | 0 | 0 | 0 | 0  | 0  | 0    | Copa Andalucía               |
| 7    | C. D. Egabrense              | 0    | 0  | 0 | 0 | 0 | 0  | 0  | 0    | Copa Andalucía               |
| 8    | C. D. Inter de Sevilla       | 0    | 0  | 0 | 0 | 0 | 0  | 0  | 0    |                              |
| 9    | La Palma C. F.               | 0    | 0  | 0 | 0 | 0 | 0  | 0  | 0    |                              |
| 10   | U. B. Lebrijana              | 0    | 0  | 0 | 0 | 0 | 0  | 0  | 0    |                              |
| 11   | U. D. Los Barrios            | 0    | 0  | 0 | 0 | 0 | 0  | 0  | 0    |                              |
| 12   | C. D. Moguer                 | 0    | 0  | 0 | 0 | 0 | 0  | 0  | 0    |                              |
| 13   | Montilla C. F.               | 0    | 0  | 0 | 0 | 0 | 0  | 0  | 0    | Descenso a Primera Andaluza  |
| 14   | Racing C. Portuense          | 0    | 0  | 0 | 0 | 0 | 0  | 0  | 0    | Descenso a Primera Andaluza  |
| 15   | C. D. Rociana                | 0    | 0  | 0 | 0 | 0 | 0  | 0  | 0    | Descenso a Primera Andaluza  |
| 16   | U. P. Viso                   | 0    | 0  | 0 | 0 | 0 | 0  | 0  | 0    | Descenso a Primera Andaluza  |

Actualizado a los partidos jugados el 14 de septiembre de 2025.
 Fuente: RFAF

### Grupo II
| Pos. | Equipo                       | Pts. | PJ | G | E | P | GF | GC | Dif. |                              |
| ---- | ---------------------------- | ---- | -- | - | - | - | -- | -- | ---- | ---------------------------- |
| 1    | Alhaurín de la Torre C. F.   | 0    | 0  | 0 | 0 | 0 | 0  | 0  | 0    | Ascenso a Tercera Federación |
| 2    | C. P. Almería                | 0    | 0  | 0 | 0 | 0 | 0  | 0  | 0    | Ascenso a Tercera Federación |
| 3    | C. D. Atlético de Marbella   | 0    | 0  | 0 | 0 | 0 | 0  | 0  | 0    | Ascenso a Tercera Federación |
| 4    | Baeza C. F.                  | 0    | 0  | 0 | 0 | 0 | 0  | 0  | 0    | Copa Andalucía               |
| 5    | C. D. Benagalbón             | 0    | 0  | 0 | 0 | 0 | 0  | 0  | 0    | Copa Andalucía               |
| 6    | C. D. Cantoria 2017          | 0    | 0  | 0 | 0 | 0 | 0  | 0  | 0    | Copa Andalucía               |
| 7    | C. D. Casabermeja            | 0    | 0  | 0 | 0 | 0 | 0  | 0  | 0    | Copa Andalucía               |
| 8    | Cuevas C. F.                 | 0    | 0  | 0 | 0 | 0 | 0  | 0  | 0    |                              |
| 9    | C. P. El Ejido 1969          | 0    | 0  | 0 | 0 | 0 | 0  | 0  | 0    |                              |
| 10   | P. D. Garrucha               | 0    | 0  | 0 | 0 | 0 | 0  | 0  | 0    |                              |
| 11   | Loja C. D.                   | 0    | 0  | 0 | 0 | 0 | 0  | 0  | 0    |                              |
| 12   | F. C. Málaga City            | 0    | 0  | 0 | 0 | 0 | 0  | 0  | 0    |                              |
| 13   | U. D. Maracena               | 0    | 0  | 0 | 0 | 0 | 0  | 0  | 0    | Descenso a Primera Andaluza  |
| 14   | C. D. Pizarra Atlético C. F. | 0    | 0  | 0 | 0 | 0 | 0  | 0  | 0    | Descenso a Primera Andaluza  |
| 15   | C. D. Santa Fe               | 0    | 0  | 0 | 0 | 0 | 0  | 0  | 0    | Descenso a Primera Andaluza  |
| 16   | Villacarrillo C. F.          | 0    | 0  | 0 | 0 | 0 | 0  | 0  | 0    | Descenso a Primera Andaluza  |

Actualizado a los partidos jugados el 14 de mayo de 2025.
 Fuente: RFAF